# كنزة الدهماني
كنزة الدهماني تفاحي (مواليد 18 نوفمبر 1980) هي عداءة جزائرية لركض المسافات الطويلة تنافس في سباق الطرقات، وسباقات المضمار والميدان، وعدو ريفي. شاركت ست مرات في بطولة العالم للعدو الريفي.
وفي ألعاب البحر الأبيض المتوسط فازت بميداليتين برونزيتين في عام 2009 قبل أن تحصل على لقب 10000 متر في عام 2013. كما فازت بميداليات في الألعاب الإفريقية، والألعاب العربية، والبطولة العربية لألعاب القوى.

## المهنة
جاءت أولى مباريات الدهماني الدولية من خلال بطولة العالم للعدو الريفي. ركضت كمبتدئة، وحصلت على المركز 58 في عام 1997، والمركز 55 في عام 1998، والمركز 43 في عام 1999. وبمجرد وصولها إلى الرتب العليا، لم تنافس على مستوى عالٍ حتى عام 2007. وفي ذلك العام فازت لقب اختراق الضاحية الجزائري وكانت الوصيفة في بطولة نصف الماراثون الوطنية. أدى أدائها في نصف الماراثون إلى أول اختيارات دولية لها: كانت الوصيفة في البطولة العربية لألعاب القوى، والحاصلة علي الميدالية البرونزية في قائمة دورة الألعاب الأفريقية 2007، والميدالية الفضية في ألعاب القوى في دورة الألعاب العربية 2007.
مثلت الجزائر في بطولة العالم للعدو الريفي 2008 و2009، حيث احتلت المركزين 59 و32 على التوالي. أنهت ماراثون مدريد بزمن قدره 2:39:38 ساعة للمركز الثالث. زودتها ألعاب البحر الأبيض المتوسط 2009 بمزيد من الميداليات الإقليمية، حيث حصلت على الميدالية البرونزية في كل من 10000 متر وأحداث نصف الماراثون. كانت بطلة نصف الماراثون العربي وفازت أيضًا في ماراثون تولوز متروبول. تنافست في الفترة من 2010 إلى 2012، وكانت أهم نتائجها حصولها على المركز الرابع في البطولة العربية لنصف الماراثون.
شهد موسم 2013 وصول الدهماني إلى قمم جديدة. لقد احتلت المركز الثامن عشر في بطولة العالم للعدو الريفي وفازت بلقب سباق 10000 متر في ألعاب البحر الأبيض المتوسط مع أفضل رقم شخصي قدره 32:42.47 دقيقة. حصلت على المركز الثاني في مسافة نصف الماراثون في البطولات العربية لكنها فشلت في إنهاء دورة ألعاب البحر الأبيض المتوسط.
دهماني لديها طفلان. توقفت عن المنافسة من 2013 إلى 2015 وعادت إلى التدريب في أكتوبر 2015.